# RIZIN.32
Yogibo presents RIZIN.32（ヨギボー・プレゼンツ・ライジン・サーティートゥー）は、日本の総合格闘技団体「RIZIN」の大会の一つ。
2021年11月20日に沖縄県沖縄市沖縄アリーナで開催された。

## 概要
RIZIN初の沖縄開催となった大会で、メインイベントでは、RENAと山本美憂が5年2カ月ぶりに再戦した。
大会の模様は、地上波では沖縄テレビで12月23日(木)深夜24:30〜25:30に放送された。

## 対戦カード
第1試合 キックボクシングルール 55.0kg契約ワンマッチ 3分3R
○  寺山遼冴 vs.  弘樹 ×
3R終了 判定3-0
第2試合 MMAルール 58.0kg契約ワンマッチ 5分3R
×  TARKER vs.  関原翔 ○
3R終了 判定0-3
第3試合 キックボクシングルール73.0kg契約ワンマッチ 3分3R
○  宮城寛克 vs.  ロペス薩摩 ×
1R 2:39 KO（スタンドパンチ）
第4試合 MMAルール 74.0kg契約ワンマッチ 5分3R
×  熊澤伸哉 vs.  タナー・ロレンツォ ○
2R 1:34 送り襟絞め
第5試合 女子MMAルール 49.0kg契約ワンマッチ 5分3R
○  にっせー vs.  古賀愛蘭 ×
3R終了 判定2-1
第6試合 MMAルール 57.0kg契約ワンマッチ 5分3R
×  安谷屋智弘 vs.  宮城友一 ○
1R 0:47 KO（スタンドでの膝蹴り）
第7試合 MMAルール 57.0kg契約ワンマッチ 5分3R
○  越智晴雄 vs.  曹竜也 ×
3R終了 判定3-0
第8試合 MMAルール 72.0kg契約ワンマッチ 5分3R
○  大原樹理 vs.  渡慶次幸平 ×
1R 1:16 TKO（グラウンドパンチ）
第9試合 MMAルール 72.0kg契約ワンマッチ 5分3R
×  ロクク・ダリ vs.  “ブラックパンサー”ベイノア ○
3R 1:09 KO（スタンドパンチ）
第10試合 MMAルール 120.0kg契約ワンマッチ 3分3R
○  ボビー・オロゴン vs.  北村克哉 ×
2R 2:34 リアネイキッドチョーク
第11試合 MMAルール 58.5kg契約ワンマッチ 5分3R
×  砂辺光久 vs.  前田吉朗 ○
3R終了 判定0-3
第12試合 キックボクシングルール62.0kg契約ワンマッチ 3分3R
○  皇治 vs.  祖根寿麻 ×
3R終了 判定3-0
第13試合 女子MMAルール 51.0kg契約ワンマッチ 5分3R
○  RENA vs.  山本美憂 ×
2R 3:35 TKO（右膝蹴り→パウンド）